# Байрон Дорган
Байрон Леслі Дорган (англ. Byron Leslie Dorgan; нар. 14 травня 1942, Дікінсон, Північна Дакота) — американський політик, колишній сенатор США від штату Північна Дакота (з 1992 до 2011), член Демократичної партії.

## Біографія
Закінчив Університет Північної Дакоти (1964) та Університет Денвера (1966).
У 1981–1992 рр. — член Палати представників США. У 1992 році був обраний до Сенату США.
Був членом заснованої в 1986 році Конгресом США Комісії по Голоду в Україні.